# Július Jakab
Július Jakab (* 29. května 1989) je slovenský politik, od roku 2023 poslanec za hnutí OĽaNO. 

## Život a kariéra
V mládí vystudoval management, už během studia byl zástupcem své alma mater v Radě vysokých škol Slovenské republiky. Poté pracoval jako soukromý bankéř a investiční specialista jedné z nejvýznamnějších bankovních společností na Slovensku. Později působil jako asistent poslankyně Eriky Jurinové a v roce 2016 se stal generálním manažerem hnutí OĽaNO; stal se navíc členem předsednictva hnutí. Po nástupu Igora Matoviče do funkce slovenského premiéra se stal v březnu 2020 vedoucím slovenského úřadu vlády. Ve funkci skončil v květnu 2023 v souvislosti se jmenováním Vlády Ľudovíta Ódora. Jeho nástupcem se stal bývalý člen strany Za ľudí Michal Luciak.
K roku 2023 žil v Žilině. V parlamentních volbách na Slovensku v roce 2023 kandidoval na 2. místě kandidátní listiny koalice OĽaNO, KÚ a Za ľudí a byl zvolen poslancem Národní rady SR. Poté se stal místopředsedou poslaneckého klubu a náhradním ověřovatelem výboru NR SR pro finance a rozpočet. V evropských volbách v roce 2024 kandidoval na 11. místě kandidátní listiny Slovensko a Za ľudí na funkci europoslance, ale nebyl zvolen.